# Achnanthes
Achnanthes ist eine Gattung der Kieselalgen (Bacillariophyta) mit etwa 100 Arten, die in Süß- und Meerwasser vorkommen.

## Merkmale
Die Vertreter sind eher kleinere, einzellige Kieselalgen von unter 40 Mikrometer Länge. Die Einzelzellen haben die für Kieselalgen typische Schale aus zwei Theken. Die Schale ist in Seitenansicht gebogen, an den Enden oft in die Gegenrichtung zurückgebogen. In Schalenansicht ist sie meist elliptisch. Die Zelle ist am Substrat befestigt: entweder über die Raphe direkt mit der konkaven Schale, oder mittels eines Gallertstiels. Die zweite Schale besitzt keine Raphe. Die Zellen besitzen einen oder zwei H-förmige Plastiden, die durch Fucoxanthin goldbraun gefärbt sind. Einige Brackwasser-Arten besitzen viele linsenförmige Plastiden.
Die ungeschlechtliche Fortpflanzung erfolgt durch die typische Zweiteilung der Kieselalgen. Geschlechtliche Fortpflanzung erfolgt durch Anisogamie, wobei pro Zelle zwei Gameten gebildet werden. Im Anschluss erfolgt während der Auxosporenbildung die Zellvergrößerung.

## Vorkommen
Achnanthes lebt meist festsitzend auf anderen Pflanzen (epiphytisch) und kommt in allen Gewässertypen vor.

## Belege
- Karl-Heinz Linne von Berg, Michael Melkonian u. a.: Der Kosmos-Algenführer. Die wichtigsten Süßwasseralgen im Mikroskop. Kosmos, Stuttgart 2004, ISBN 3-440-09719-6, S. 202.